# Canon de 120 mm L modèle 1878
Die Canon de 120 long modèle 1878 war ein Geschütz der französischen Festungsartillerie aus der Zeit vor dem Ersten Weltkrieg. Entwickelt wurde es von Colonel de Bange. Es handelt sich hierbei um ein stählernes Rohr das zunächst auf eine Belagerungs- oder Festungslafette gesetzt wurde. Im Grunde bestand es lediglich aus der älteren Kanone vom Typ 155 L, die durch die Kaliberverkleinerung leichter und besser zu manövrieren war. Um das Geschütz zum Einsatz zu bringen, musste es auf einer Geschützplattform aufgestellt werden. Einige Varianten wurden mit einer hydraulischen Rücklaufbremse ausgestattet, um die Stabilität zu verbessern.
Die Kanonen waren ursprünglich in den Festungswerken eingesetzt, wurden jedoch auch als Feldgeschütze verwendet und mit der entsprechenden Lafette ausgerüstet. Die in der Küstenverteidigung eingesetzten Geschütze waren mit einer Mittelpivotlafette ausgestattet.
Nachdem sich noch einzelne der Kanonen im Atlantikwall finden ließen, endete die Nutzungsdauer erst mit dem Ende des Zweiten Weltkrieges.
Das Geschossgewicht lag je nach Munitionsart bei bis zu 40 kg.

## Weitere Geschütze mit dem Verschluss des Systems de Bange
- Canon de 80 modèle 1877: 80-mm-Gebirgsgeschütz
- Canon de 90 mm modèle 1877: 90-mm-Feldgeschütz (1878);
- Canon de 155 mm L modèle 1877
- Mortier de Bange de 220: 220-mm-Belagerungsgeschütz (1880);
- Canon de Bange de 240: 240-mm-Küsten- und Belagerungsgeschütz (1884);
- Mortier de 270 modèle 1885: 270-mm-Küsten- und Belagerungsgeschütz
- Mortier de 270 modèle 1889: 270-mm-Küsten- und Belagerungsgeschütz